# EuroYeyé
El Euroyeyé es un festival mod de música que se celebra en Gijón habitualmente en el último fin de semana de julio de cada año, en el que además de actuaciones musicales, hay otras actividades, como la Scootercruzada o un ciclo de cine de culto de los años 60, además de diversas exposiciones de arte y fotografía.

## Historia

### El primer Euroyeyé
El primer Euroyeyé (nombrado inicialmente como "Yeyé weekend"), consiguió realizarse en varios clubs de Gijón, y actuaron bandas de sonido 60's como The Allnighters y Flashback V, además de la presencia de bastantes dj's cercanos a los organizadores.

### Consolidación internacional
Además de las actuaciones musicales, el Euroyeyé fue incluyendo año tras año otro tipo de actividades distintas de lo musical, que hacen que Gijón reviva, durante unos días los años 60. Desde el tercer año se programó un ciclo de cine de culto de los 60, en el que se han pasado filmes nunca antes vistos en pantalla grande en España y se han presentado nuevas obras de realizadores afines a la escena o con temática similar. Asimismo, se creó la Scootercruzada, reunión de scooters clásicas que es hoy en día una de las más importantes de Europa.[cita requerida] Y además exposiciones, donde jóvenes artistas vinculados a lo Mod o a lo sixties muestran sus propuestas. Todo esto, le ha dado al Euroyeyé un talante multicultural que le ha distinguido de otros meetings similares, además de convertirse en, según muchos, el festival mod más importante de Europa.[cita requerida]

## Bandas participantes
Por Euroyeyé han pasado bandas de los sesenta, como The Action, The Five Aces, Lee Fileds, Pretty Purdie, Reuben Wilson, Grant Green, Downliners Sect o John's Children; figuras internacionales como James Taylor Quartet, Sugarman Three, New Mastersounds, Martha Reeves, Don Fardon, Tommy Hunt, Maxine Brown o Big Boss Man; y bandas de la escena como Les Hommes, Phaze, The Knave, DC Fontana, The Faith Keepers, The Strypes, Doctor Explosion o The Teenagers, entre otras agrupaciones musicales.[cita requerida]

## Festivales relacionados
- Beat Goes On, en Perlora (Asturias).

## Enlaces de interés
- Web oficial del festival
- Instagram
- Facebook
- Web de información sobre el modrevival

### Publicaciones en prensa
- Programa de Euroyeyé 2006. El País. Publicado en 2006. Con acceso el 2007-12-27.
- Euroyeye 2007, el último reducto del mod. ADN. Publicado el 2007-08-01. Con acceso el 2007-12-27.
- El Festival Euro Ye-yé llenará Gijón de ritmos y moda de los años sesenta (enlace roto disponible en Internet Archive; véase el historial, la primera versión y la última).. Terra. Publicado el 2006-07-31. Con acceso el 2007-12-27.
- La ´movida´ de los sixties celebra su décimo aniversario en Gijón (enlace roto disponible en Internet Archive; véase el historial, la primera versión y la última).. La voz de Asturias. Publicado el 2004-07-28. Con acceso el 2007-12-27.
- El ritmo yeyé invade Gijón. El País. Publicado el 2000-08-03. Con acceso el 2007-12-27.

El Euroyeyé es un festival inclusivo no exclusivo. diario El Comercio de Gijón.
Gracias a festivales especializados como el Euroyeyé el nombre de Gijón va por el mundo. diario La nueva España.
- Datos: Q5852103